# الربيع، الصيف، الخريف، الشتاء... والربيع
الربيع، الصيف، الخريف، الشتاء... والربيع هو فيلم كوري جنوبي من إخراج كيم كي دوك وبطولة أوه يونغ سو. صدر الفيلم في 19 سبتمبر 2003 وحقق إيرادات بلغت 9.53 مليون دولار.

## وصلات خارجية
- الربيع، الصيف، الخريف، الشتاء... والربيع على موقع IMDb (الإنجليزية)
- الربيع، الصيف، الخريف، الشتاء... والربيع على موقع ميتاكريتيك (الإنجليزية)
- الربيع، الصيف، الخريف، الشتاء... والربيع على موقع روتن توميتوز (الإنجليزية)
- الربيع، الصيف، الخريف، الشتاء... والربيع على موقع نتفليكس (الإنجليزية)
- الربيع، الصيف، الخريف، الشتاء... والربيع على موقع ألو سيني (الفرنسية)
- الربيع، الصيف، الخريف، الشتاء... والربيع على موقع Turner Classic Movies (الإنجليزية)
- الربيع، الصيف، الخريف، الشتاء... والربيع على موقع أول موفي (الإنجليزية)
- الربيع، الصيف، الخريف، الشتاء... والربيع على موقع بوكس أوفيس موجو (الإنجليزية)
- الربيع، الصيف، الخريف، الشتاء... والربيع على موقع فيلمافينيتي (الإسبانية)
- الربيع، الصيف، الخريف، الشتاء... والربيع على موقع قاعدة بيانات الأفلام السويدية (السويدية)